# Valvule de la veine cave inférieure
La valvule de la veine cave inférieure (ou valvule d'Eustache) est un repli musculeux qui entoure l'orifice de la veine cave inférieure à son abouchement dans l'atrium droit du cœur. 

## Terminologie
Elle tient son ancien nom de Bartolomeo Eustachi, anatomiste italien du XVe ou XVIe siècle qui mit en évidence son existence lors de ses nombreux travaux.

## Structure
La valvule de la veine cave inférieure borde l'orifice de la veine cave inférieure à proximité de la valve atrio-ventriculaire droite. Elle est en général semi-lunaire mais sa taille et son développement peuvent varier d'un individu à l'autre. Dans certains cas elle est absente. Elle rejoint la valve de Thébésius du sinus coronaire pour former le tendon de Todaro. Ensemble, ces structures constituent le triangle de Koch.
Elle est constituée de tissu fibreux recouvert d'endocarde.
C'est un reliquat embryonnaire qui évolue en un simple repli non fonctionnel. Chez le fœtus, elle dirige le flux veineux vers le foramen ovale.